# همشهری سرزمین من
همشهری سرزمین من یکی از نشریه‌های مؤسسه همشهری است که توسط گروه مجلات همشهری به صورت ماهانه منتشر می‌شود. این مجله در زمینه ایران‌شناسی و ایران‌گردی منتشر می‌شود و به میراث فرهنگی، میراث طبیعی و میراث ناملموس ایران در شاخه‌های باستان‌شناسی و تاریخ، محیط‌زیست، طبیعت و حیات‌وحش، مردم‌شناسی و آداب و رسوم مختلف می‌پردازد. همچنین این نشریه برای نخستین بار راهنمای سفر را طبق استانداردهای گردشگری جهانی بسته‌بندی و بنا به سلیقه گردشگران تقسیم و ارائه داد. نخستین شماره «سرزمین من» در مهرماه سال ۱۳۸۷ به سردبیری رضا مختاری منتشر شد. ماهنامه ایران‌شناسی و ایران‌گردی «سرزمین من» تا فروردین ۱۳۹۷، ۱۰۰ شماره منتشر کرده‌است.
از مهر ماه ۱۳۹۷ مدیریت مجلات همشهری از جمله همشهری سرزمین من به علی رزاقی بهار واگذار شد. و تا اردیبهشت ۱۴۰۰، ۱۳۰ شماره از این مجله منتشر شده است. هم اکنون علی رزاقی بهار سردبیر این مجله می باشد.

## بخش‌ها و موضوعات

### عکس و متن
یکی از موفقیت‌های مجله «سرزمین من» آن است که ایران را با تصاویری منحصربه‌فرد، کم‌تر دیده‌شده، زیبا و در قطع بزرگ پیش چشم مخاطب می‌گذارد و مطالب آن هم علمی، روان یا به‌صورت سفرنامه نوشته می‌شود تا مخاطب را راهی آن منطقه خاص کند؛ کاری که تا قبل از انتشار این مجله در مطبوعات ایران انجام نمی‌شد. مطالب «سرزمین من» شامل گزارش، مقاله، یادداشت، گفتگو و راهنمای سفر است.

### بخش کودک
مجله «سرزمین من» برای نخستین بار در حوزه ایران‌شناسی برای کودک، ۶ پوستر با موضوعات میراث‌فرهنگی و محیط‌زیست منتشر کرده‌است. همچنین مجله «سرزمین من» همراه با شماره ۵۷ خود (تیرماه ۹۳)، مجله‌ای را با عنوان «کودکان سرزمین من» به‌صورت ضمیمه در ۱۶ صفحه برای گروه سنی الف و ب منتشر کرد. این ضمیمه که «شماره یک» آن روی دکه آمد، برای نخستین‌بار مباحثی چون محیط زیست، حیات وحش، تاریخ، باستان‌شناسی و مردم‌شناسی را با رویکردی بازیگوشانه و به‌صورت سرگرمی و در قالب مجله نگاری به کودکان آموزش داد.

### راهنمای سفر
- مجله «سرزمین من»، برای نخستین بار راهنمای سفر را طبق استانداردهای گردشگری جهانی بسته‌بندی و بنا به سلیقه گردشگران به شاخه‌های شکم‌گردی، روستاگردی، خرید (با دو زیرمجموعه بازارگردی و صنایع‌دستی)، میراث (با دو زیرمجموعه تاریخ‌گردی و موزه‌گردی)، تفریح، طبیعت (با دو زیرمجموعه طبیعت‌گردی و ماجراجویی)، زیارت، اقامت، آخر هفته و تور پیشنهادی ارائه داد. این نشریه، با هدف قرار دادن دو اصل گردشگری؛ مقصدمحور و سلیقه‌محور، پیشنهادهای سفر را به مخاطبان عرضه می‌کند.[۱۲]
- همچنین مجله «سرزمین من» هر سال برای نوروز ویژه‌نامه‌هایی برای سفر در این ماه تدارک می‌بیند.[۱۳]
- اول تیرماه هر سال هم این ماهنامه ویژه‌نامه‌هایی برای سفر در تابستان منتشر کرده‌است.[۱۴]
- «سرزمین من» در نوروز ۱۳۹۳، برای نخستین‌بار، تقویم گردشگری سال ۱۳۹۳ (تقویم سفر در یک سال) را برای مخاطبان تدارک دید تا مسافران دقیقاً بدانند در سال ۹۳، در چه ماه و چه روزی، می‌توانند به کجا سفر کنند.[۱۵]
- مجله «سرزمین من» در نوروز ۱۳۹۴، ویژه‌نامه‌ای برای نوروزگردی در سرتاسر ایران منتشر کرده که در آن با تقسیم‌بندی ایران به هشت بخش جغرافیایی، مسیرهای گردشگری متنوعی را به مخاطبان ارائه دارد. در این کتابچه راهنما بیش از ۱۰۰ مسیر و ۱۱۰۰ نقطه تاریخی و طبیعی در سراسر ایران و در محدوده ۳۱ استان کشور معرفی شده‌اند.[۱۶]
- نشریه «سرزمین من» در نوروز ۱۳۹۵، تقویم گردشگری سال ۱۳۹۵ (تقویم سفر در یک سال) را با شعار «تمام سال سفر کن» برای مخاطبان مهیا کرد تا مسافران بتوانند برنامه‌ای برای سفر در طول سال برای خود تدارک ببینند.[۱۷]
- «سرزمین من» در نوروز ۱۳۹۶، ضمیمه رایگان تهران‌گردی را با عنوان تهران ۳۶۰ درجه به مخاطبان ارائه داد.[۱۸]
- «سرزمین من» در نوروز ۱۳۹۷، پیشنهادهایی برای سفر به ۱۰۰ نقطه ایران ارائه با این رویکرد معرفی کرد: ۱۰۰ نقطه ایران که تا زنده‌اید باید ببینید. همراه با این شماره، ضمیمه رایگان آشپزی با عنوان غذا ۳۶۰ درجه به مخاطبان ارائه شد که در آن دستور پخت ۴۰ غذای محلی آمده‌است.[۵]

### تهران‌گردی
- مجله «سرزمین من» تاکنون در خصوص تهران نیز کارهای ویژه‌ای انجام داده‌است. از آن‌جا که تهران همواره به‌عنوان پایتخت و شهری سیاسی اقتصادی مطرح بوده و کمتر به‌عنوان شهری با جاذبه‌های گردشگری معرفی شده، «سرزمین من» ویژه‌نامه‌هایی را برای شناخت تاریخ و معرفی اماکن گردشگری آن منتشر کرده‌است.[۱۹][۲۰]
- شماره ۳۰، بهمن‌ماه ۱۳۹۰: ویژه‌نامه‌ای دربارهٔ تاریخ و گردشگری تهران: زبان و فرهنگ تهرانی‌ها در گفتگو با مرتضی احمدی، ناگفته‌های مجموعه تاریخی «هزاردستان» از نگاه عکاس این مجموعه، شکارگاه‌های شخصی شاهان قاجار، گذری بر قهوه‌خانه‌های تهران، مروی بر کارت‌پستال‌های قدیمی، ماشین دودی ایران، پخت آش شله‌قلمکار، گردش در دیزی‌خوری‌های پایتخت، گشت‌وگذار در روستاهای اطراف تهران، خرید در بازار بزرگ، گردش در خانه‌های تاریخی و… از جمله مطالب این شماره از مجله بوده‌است.[۲۱]
- شماره ۴۰، دی‌ماه ۱۳۹۱: ویژه‌نامه‌ای دربارهٔ تاریخ تهران: بازخوانی گسترش و دگرگونی شهر تهران با نگاهی به ۴ نقشه عصر قاجار، ماجرای پایتخت شدن تهران، بررسی بافت جمعیتی تهران قدیم با نگاه به ۳ آمارگیری دوره قاجار، نگاهی به مشاغل مردم تهران در دوره قاجار، نگاهی تاریخی به آستان حضرت عبدالعظیم (ع) زیارتگاه محبوب مردم تهران، قدم زدن در خیابان سی تیر به روایت احمد مسجدجامعی، نام‌شناسی خیابان‌ها و محله‌های تهران، بازدید از موزه‌های پایتخت و… از جمله مطالب این شماره از مجله بوده‌است.[۲۲]
- شماره ۴۵، خردادماه ۱۳۹۲: ویژه‌نامه‌ای برای گردشگری شهر تهران: در این شماره مجله «سرزمین من» هر منطقه از تهران را به‌صورت جداگانه در بسته‌ای معرفی و اماکن و امکانات گردشگری آن را به مخاطب ارائه داد. به این ترتیب در این شماره از مجله ۲۲ بسته سیاحتی برای گشت‌وگذار در ۲۲ منطقه پایتخت فراهم شد.[۲۳]
- شماره ۸۸ و ۸۹، نوروز ۱۳۹۶: انتشار کتاب راهنمای تهران‌گردی با عنوان «تهران ۳۶۰ درجه»: این کتاب راهنما به عنوان ضمیمه رایگان نوروزی همراه با مجله منتشر شد. در این کتاب راهنما، مناطق ۲۲گانه شهر تهران به پنج بخش شمال، جنوب، شرق، غرب و مرکز تقسیم شد و پیشنهادهای سفر در شهر، با توجه به ذائقه مخاطب و بر اساس تقسیم‌بندی ابداعی خود نشریه مبنی بر شکم‌گردی، خرید، میراث (با دو زیرمجموعه تاریخ‌گردی و موزه‌گردی)، تفریح، طبیعت (با دو زیرمجموعه طبیعت‌گردی و ماجراجویی)، زیارت و اقامت به مخاطبان ارائه شد. به این ترتیب مخاطبان به راحتی می‌توانند با این کتاب راهنما، مهم‌ترین نقاط گردشگری تهران را بیابند.[۲۴]

## فعالیت‌ها

### ثبت شدن نام «خلیج‌فارس» در یونسکو با پژوهش گروه «سرزمین‌من»
پرونده «مهارت‌های سنتی ایرانیان در لنج‌سازی و لنج‌رانی در خلیج‌فارس» سال ۱۳۸۸ با پژوهش و تدوین گروه تحریریه ماهنامه «سرزمین من» (رضا مختاری، محسن ظهوری و علی شهیدی) تهیه و توسط سازمان میراث‌فرهنگی، صنایع‌دستی و گردشگری کشور، به یونسکو ارسال شد و در ۳ آذرماه ۱۳۹۰ در فهرست میراث ناملموس جهان در یونسکو به ثبت رسید. نکته مهم در این پرونده نام خلیج‌فارس بود که با وجود اختلافات سیاسی بین ایرانیان و عرب‌ها بر سر این نام، بدون هیچ ایرادی از طرف یونسکو پذیرفته شد.

### پرجایزه‌ترین مجله سال ۱۳۸۹
نشریه «سرزمین من» در سال ۱۳۸۹ موفق شد تا ۳۸ جایزه در حوزه‌های میراث طبیعی، میراث فرهنگی و ناملموس را از آن خود کند. جایزه‌هایی که از جشنواره‌های میراث‌فرهنگی، رسانه و محیط‌زیست و غیره به دست آورد.

### برگزاری نمایشگاه‌های عکس
- مجله «سرزمین من» در آبان‌ماه سال ۱۳۹۰ اولین نمایشگاه بزرگ عکس ایران‌شناسی را در خانه هنرمندان برگزار کرد؛ نمایشگاهی با عنوان «۱۶۴۷۱۹۵ کیلومتر مربع، نمایشگاهی به وسعت ایران» که از عکس‌های منتشر شده در طول سه سال انتشار مجله تشکیل شده بود. در طول این سه سال این ماهنامه حدود ۵۰۰۰ عکس از ۳۰۰ عکاس منتشر کرده بود که از میان آن‌ها ۸۰ عکس انتخاب شد تا در نمایشگاه خانه هنرمندان به نمایش درآید. این نمایشگاه با استقبال گسترده‌ای از سوی مردم و هنرمندان روبه‌رو شد.[۳۳][۳۴]
- دومین نمایشگاه عکس «سرزمین‌من» با نام «شبانه‌ها» در دی‌ماه ۹۰ در کافه عکس مجتمع اسکان در تهران برگزار شد؛ که در آن عکس‌های نجومی منحصربه‌فرد منتشر شده در «سرزمین‌من» به نمایش درآمد.[۳۵]
- سومین نمایشگاه بزرگ عکس ایران‌شناسی «سرزمین‌من» اسفندماه ۹۰ و فروردین‌ماه ۹۱، در موزه هنرهای معاصر اصفهان برگزار شد. این نمایشگاه «همه ایران در نصف جهان» نام داشت و به گفته مسئولان موزه، آمار بازدید از آن ۶۴۰۰ نفر بوده که پرمخاطب‌ترین نمایشگاه ایام نوروز در اصفهان بوده‌است.[۳۶][۳۷]
- چهارمین و پنجمین نمایشگاه عکس «سرزمین‌من» با نام «رسم کهن» در آبان‌ماه ۹۳ در موزه هنرهای معاصر شهر اصفهان و سپس در شیراز برگزار شد. در نمایشگاه اصفهان که نخستین نمایشگاه عکس میراث ناملموس در ایران بود، مجموعه‌ای از ۷۰ عکس از مناطق کمتر دیده شده و آداب و رسوم دیرینه ایران منتشره در ماهنامه «سرزمین‌من» به نمایش درآمد.[۳۸]
- ششمین نمایشگاه عکس «سرزمین‌من» در نهمین همایش ملی نخبگان فردا در پژوهشگاه نیرو در سالن خلیج‌فارس تهران و در تاریخ‌های ۲۱، ۲۲ و ۲۳ مهرماه ۱۳۹۴ برگزار شد. در این نمایشگاه عکس، ۴۶ عکس از عکاسان ایرانی که عکس‌شان در «سرزمین‌من» منتشر شده بود در معرض دید حاضران قرار گرفت.[۳۹]
- هفتمین نمایشگاه عکس «سرزمین‌من» با نام «ایران ورای سیاست» در دانشگاه پوردو ایالت ایندیانای ایالات متحده آمریکا برگزار شد. در این نمایشگاه ۶۶ عکس از عکاسان ایرانی که عکس‌شان در «سرزمین‌من» منتشر شده بود در معرض دید حاضران قرار گرفت.[۴۰][۴۱]
- هشتمین نمایشگاه عکس «سرزمین‌من» با نام «میراث سوگ» در «شهر کتاب دانشگاه» تهران برگزار شد. در این نمایشگاه ۳۴ عکس از ۲۸ عکاس ایرانی که عکس‌شان در «سرزمین‌من» منتشر شده بود در معرض دید حاضران قرار گرفت.[۴۲]

### برگزاری نشست‌های پژوهشی رسانه‌ای
مجله «سرزمین من» در راستای اهداف ایران‌شناسانه خود، نشست‌های پژوهشی و رسانه‌ای هم برگزار کرده‌است که به ترتیب از این قرار است:
- اردیبهشت ۸۹: دربارهٔ احیای ببر مازندران در ایران با حضور دکتر «محمدباقر صدوق» (معاون وقت سازمان حفاظت محیط زیست کشور و کارشناس پیشکسوت حیات‌وحش)[۴۳][۴۴]
- خردادماه ۸۹: دربارهٔ غذای ایرانی به عنوان میراث ناملموس با حضور دکتر «علی بلوکباشی» (مردم‌شناس و عضو دائرةالمعارف اسلامی)[۴۵][۴۶]
- مردادماه ۸۹: دربارهٔ یوز آسیایی با حضور «علی جورابچیان» (مدیر وقت پروژه بین‌المللی حفاظت از یوزپلنگ آسیایی) و دکتر «محمدصادق فرهادی‌نیا» (معاون وقت پروژه بین‌المللی حفاظت از یوزپلنگ آسیایی)[۴۷][۴۸]
- دی‌ماه ۹۰: دربارهٔ ثبت دریانوردی ایرانیان در خلیج‌فارس با حضور «آتوسا مؤمنی» (مدیرکل وقت ثبت آثار سازمان میراث‌فرهنگی، صنایع‌دستی و گردشگری) و «ساسان قاسمی» (کارشناس ارشد دفتر ثبت آثار ایران در فهرست جهانی)[۲۵][۴۹]
- اسفندماه ۹۳: دربارهٔ گردشگری و سفر در ایران با حضور «رضا مختاری» (سردبیر ماهنامه «سرزمین من»)، «حمیرا زمانی» (عضو هیت علمی دانشگاه و مشاور ارشد معاونت گردشگری سازمان میراث فرهنگی)، «علی هاشمی شهرکی» (مدیر عامل انجمن تصویرگران، مدیر ارشد هنر ی گروه مجلات همشهری و مدیر هنری ماهنامه «سرزمین‌من»، «حمیدرضا میرزاده» (کارشناس محیط‌زیست و سردبیر خبرگزاری سبزپرس)، «علی مهاجران» و «سجاد پیشدادی» (عکاس) و «رضا یوسفی» (کارشناس سفر)[۵۰]

### دیگر کارهای جانبی
«سرزمین من» در کنار انتشار مجله، تاکنون ۱۶ پوستر ایران‌شناسی در زمینه‌های طبیعت، حیات‌وحش، تاریخ و باستان‌شناسی منتشر کرده و همچنین تقویم سال ۹۱ را با عکس‌های زیبایی از ایران منتشر و به همراه شماره ۳۱ مجله به مخاطبان عرضه کرده‌است.
همچنین ماهنامه «سرزمین من» در بسیاری از نشست‌ها و گردهم‌آیی‌های تخصصی و عمومی دربارهٔ تاریخ و طبیعت ایران شرکت کرده یا از برگزارکنندگان این همایش‌ها بوده‌است.